# Wolfgang Hillmann
Wolfgang Hillmann (* 21. Januar 1945 in Schorssow, Mecklenburg; † 10. Januar 2009) war Fußballspieler in der DDR-Oberliga. Er spielte dort für den SC Neubrandenburg und für den 1. FC Union Berlin, mit dem er 1968 DDR-Pokalsieger wurde.

## Sportliche Laufbahn
Begonnen hatte die fußballerische Laufbahn von Wolfgang Hillmann bei der Betriebssportgemeinschaft Empor im vorpommerschen Altentreptow. Im Alter von 17 Jahren ging er als Juniorenspieler 1962 zum sportlichen Zentrum der Region, dem SC Neubrandenburg. Mit dessen Fußballmannschaft stieg er 1964 in die höchste DDR-Fußballklasse Oberliga auf. Neben seiner fußballerischen Betätigung hatte er inzwischen auch eine Lehre als Schlosser beendet. Während des einjährigen Oberliga-Gastspiels der Neubrandenburger bestritt der 1,85 m große Abwehrspieler 20 der 26 Punktspiele.
Als die inzwischen zur BSG Post umstrukturierte Mannschaft 1966 den erneuten Aufstieg zur Oberliga verpasste, wechselte Hillmann zum 1. FC Union Berlin, der die Neubrandenburger im Kampf um den Aufstieg auf Platz zwei verwiesen hatte. Hillmann wurde bereits im ersten Oberliga-Punktspiel der Unioner bei Hansa Rostock (1:1) eingesetzt. Mit Rang 6 konnten sich die Berliner in ihrer ersten Oberligasaison bereits gut platzieren und sorgten ein Jahr später mit dem Gewinn des DDR-Fußballpokals der Saison 1967/68 für eine Überraschung. Beim 2:1-Sieg über den DDR-Meister FC Carl Zeiss Jena stand Hillmann als rechter Innenverteidiger auf dem Platz. In der 67. Minute zog er sich eine schwere Knieverletzung zu, die praktisch sein Ende im Hochleistungssport nach sich zog. Er wurde zwar in der nachfolgenden Spielzeit noch dreimal eingesetzt, mit dem Abstieg von Union im Sommer 1969 nahm er aber endgültig Abschied aus der Oberliga. In den drei Spielzeiten bei Union hatte Hillmann 47 Oberligaspiele absolviert, hinzu kamen noch neun nationale Pokalspiele und fünf Einsätze im europäischen Intercup.
Als Hochleistungssportler ausgeschieden, wurde Hillmann im November 1970 zum Militärdienst eingezogen. Während der 18 Monate konnte er bei der Armeesportgemeinschaft Vorwärts Meiningen weiter Fußball spielen. Im Mai 1972 schloss er sich dem Berliner DDR-Liga-Aufsteiger EAB Lichtenberg 47 an und spielte dort bis zum Ende der Saison 1975/76. Lichtenberg war abgestiegen und Hillmann wechselte zur Berliner BSG Kabelwerk Oberspree, der er 1979 zusammen mit seinem ehemaligen Union-Mitspieler Meinhard Uentz zum DDR-Liga-Aufstieg verhalf. Danach beendete Hillmann seine Fußball-Laufbahn endgültig.